# Chongni-wa na
Chongni-wa na (hangŭl: 총리와 나, lett. Il primo ministro e io; titolo internazionale Prime Minister and I) è una serie televisiva sudcoreana trasmessa su KBS2 dal 9 dicembre 2013 al 4 febbraio 2014.

## Trama
A 42 anni, Kwon Yul è il più giovane presidente di sempre della Corea del Sud, un vedovo onesto della massima integrità, ma nessuno sa che non ha nessuna competenza per crescere da solo i suoi tre figli. Nam Da-jung, una giornalista piena d'entusiasmo che manca sempre le notizie più importanti, accetta di lavorare per un tabloid scadente per sostenere il padre malato. Quando la ragazza viene coinvolta in uno scandalo con il Primo Ministro Kwon, i due si sposano per salvaguardare la posizione di lui.

## Personaggi

### Personaggi principali
- Kwon Yul, interpretato da Lee Beom-soo.
- Nam Da-jung, interpretata da Yoona.
- Kang In-ho, interpretato da Yoon Shi-yoon.
- Seo Hye-joo, interpretata da Chae Jung-an.
- Park Joon-ki, interpretato da Ryu Jin.

### Personaggi secondari
- Kwon Woo-ri, interpretato da Choi Soo-han.
- Kwon Na-ra, interpretata da Jeon Min-seo.
- Kwon Man-se, interpretato da Lee Do-hyun.
- Na Young-soon, interpretata da Jeon Won-joo.
- Shim Sung-il, interpretato da Lee Young-beom.
- Nam Yoo-sik, interpretato da Lee Han-wi.
Il padre di Da-jung che soffre di Alzheimer.
- Go Dal-pyo, interpretato da Choi Deok-moon
- Park Hee-chul, interpretato da Lee Min-ho.
Aiutante di Da-jung.
- Byun Woo-chul, interpretato da Min Sung-wook.
- Na Yoon-hee, interpretata da Yoon Hae-young.
- Park Na-young, interpretata da Jung Ae-yeon.
La moglie di Kwon Yul.
- Kang Soo-ho, interpretato da Kim Ji-wan.
- Bae In-kwon, interpretato da Jang Hee-woong.
- Kim Tae-man, interpretato da Song Min-hyung.
- Gong Taek-soo, interpretato da Kim Jong-soo.
- Jang Eun-hye, interpretata da Hong Sung-sook.
- Lee Dal-ja, interpretata da Lee Yong-yi.
- Roori, interpretata da Ko Joo-yeon.
- Guardia del corpo di Kwon Yul, interpretata da Han Young-je.

## Ascolti
| Episodio | Data prima TV    | Audience media      | Audience media             | Audience media      | Audience media             |
| Episodio | Data prima TV    | Dati TNmS           | Dati TNmS                  | AGB Nielsen         | AGB Nielsen                |
| Episodio | Data prima TV    | A livello nazionale | Area metropolitana di Seul | A livello nazionale | Area metropolitana di Seul |
| -------- | ---------------- | ------------------- | -------------------------- | ------------------- | -------------------------- |
| 1        | 9 dicembre 2013  | 5,4%                | 5,8%                       | 5,9%                | 5,4%                       |
| 2        | 10 dicembre 2013 | 5,0%                | 5,9%                       | 5,4%                | 5,0%                       |
| 3        | 16 dicembre 2013 | 5,5%                | 6,1%                       | 7,3%                | 7,4%                       |
| 4        | 17 dicembre 2013 | 5,8%                | 6,4%                       | 6,5%                | 7,0%                       |
| 5        | 23 dicembre 2013 | 6,0%                | 6,1%                       | 5,9%                | 5,5%                       |
| 6        | 24 dicembre 2013 | 5,5%                | 5,9%                       | 5,7%                | 5,4%                       |
| 7        | 30 dicembre 2013 | 9,0%                | 10,6%                      | 11,9%               | 10,9%                      |
| 8        | 6 gennaio 2014   | 6,0%                | 6,1%                       | 7,3%                | 8,3%                       |
| 9        | 7 gennaio 2014   | 7,3%                | 8,3%                       | 7,3%                | 8,0%                       |
| 10       | 13 gennaio 2014  | 6,7%                | 7,0%                       | 9,9%                | 9,1%                       |
| 11       | 14 gennaio 2014  | 8,6%                | 7,3%                       | 9,5%                | 8,7%                       |
| 12       | 20 gennaio 2014  | 6,2%                | 6,5%                       | 6,1%                | 6,2%                       |
| 13       | 21 gennaio 2014  | 5,5%                | 5,6%                       | 6,0%                | 6,3%                       |
| 14       | 27 gennaio 2014  | 5,8%                | 6,7%                       | 5,5%                | 6,3%                       |
| 15       | 28 gennaio 2014  | 5,8%                | 6,1%                       | 6,1%                | 6,3%                       |
| 16       | 3 febbraio 2014  | 5,7%                | 5,8%                       | 4,9%                | 5,6%                       |
| 17       | 4 febbraio 2014  | 5,9%                | 6,3%                       | 6,1%                | 6,1%                       |
| Media    | Media            | 10,2%               | 9,5%                       | 9,3%                | 9,6%                       |

## Riconoscimenti
| Anno | Premio                                  | Categoria                                      | Ricevente            | Risultato       |
| ---- | --------------------------------------- | ---------------------------------------------- | -------------------- | --------------- |
| 2013 | KBS Drama Awards                        | Premio all'eccellenza, attore in una miniserie | Lee Beom-soo         | Candidato/a     |
| 2013 | KBS Drama Awards                        | Premio all'eccellenza, attrice in un miniserie | Yoona                | Vincitore/trice |
| 2013 | KBS Drama Awards                        | Premio dato dagli internauti                   | Yoona                | Candidato/a     |
| 2013 | KBS Drama Awards                        | Premio miglior coppia                          | Lee Beom-soo e Yoona | Vincitore/trice |
| 2014 | Baeksang Arts Awards                    | Attrice più popolare (TV)                      | Yoona                | Candidato/a     |
| 2014 | Seoul International Youth Film Festival | Miglior giovane attrice                        | Yoona                | Candidato/a     |

## Distribuzioni internazionali
| Paese     | Canale/i                | Prima TV                          | Titolo adottato      |
| --------- | ----------------------- | --------------------------------- | -------------------- |
| Hong Kong | Drama Channel           | 4 maggio-13 luglio 2014           | 總理與我             |
| Taiwan    | Videoland Drama Channel | 18 giugno-23 luglio 2014          | 預約愛情             |
| Filippine | GMA Network             | 15 dicembre 2014-13 febbraio 2015 | Prime Minister and I |
| Indonesia | RTV                     | 15 giugno-7 luglio 2015           | Prime Minister and I |